# Бурлаци на Волги
Бурлаци на Волги (рус. Бурлаки на Волге) или Тегљачи баржи на Волги је слика из 1870–1873 уметника Иље Рјепина. Приказује 11 мушкараца како физички вуку баржу на обалама реке Волге. Они су пред тачком колапса од исцрпљености, притиснути тешким, врућим временом.
Дело је осуда профита од нехуманог рада. Иако су представљени као стоички и прихватајући своје ситуације, мушкарци су поражени; само се младић у центру издваја и заузима херојску позу.
Рјепин је слику осмислио током свог путовања по Русији као младић и приказује стварне ликове које је срео. Привукао је међународне похвале за реалистичан приказ тешкоћа радника и покренуо његову каријеру. Убрзо након завршетка, слику је откупио велики кнез Владимир Александрович и излагана је широм Европе као обележје руског реалистичког сликарства. Бурлаци на Волги су описани као „можда најпознатија слика покрета Передвижници [због]... непоколебљивог приказа тешког рада”.

## Позадина
Рјепин је примљен у Империјалну академију уметности у Санкт Петербургу 1863. године. Академија је у то време била позната по свом дубоком конзервативизму и склоности ка академској уметности, што је изазвало осећај револта и жеље за променом код многих њених студената.
Слика је представљена јавности марта 1873. године на Академској изложби у Санкт Петербургу, на којој су била изложена дела сликарства и скулптуре намењена за слање на Светску изложбу у Бечу. Платно је било на изложби свега неколико дана, пошто је тамо стигло непосредно пре затварања. Петнаестог марта 1873. Рјепин је известио ликовног критичара Владимира Стасова: „Коначно! Завршио сам своју слику и изложио је јуче. Не можете замислити, Владимире Васиљевичу, какав пријатан осећај сада доживљавам. Као средњошколац који је положио испит”. Од свих слика које су се појавиле на изложби, највише пажње привукла су три платна — Грешник Хенрика Сјемирацкоги, Шаге на двору Ане Јоановне Валерија Јакобија и слика Бурлаци на Волги Иље Рјепина.
Бурлаци на Волги је инспирисана сценама којима је Рјепин присуствовао на одмору на Волги 1870. Направио је низ припремних студија, углавном техником уља, боравећи у Ширијајев Буераку, близу Ставропоља (Ставропољ-на-Волге).
Третјаковска галерија поседује две скице за слику. Национална галерија Јерменије има још једну студију под називом Бурлак (1870—1873, уље на платну, 61×50 cm). Поред тога, према подацима за 1960. годину, у колекцији Н. Н. Кожевникова у Лењинграду налазила се уљана скица младића, изведена за слику штала (23,5 × 27 cm), а такође, према подацима за 1974. годину, у једној од приватних колекција у тадашњој Чехословачкој налазила се етида Канин (1870, уље на платну, 54 × 35 cm).
Ликови приказани на слици су засновани на стварним људима које је Рјепин упознао док се припремао за рад на слици. Он је имао потешкоћа да нађе субјекте да му позирају, чак и уз накнаду, због фолклорног веровања да ће душа субјекта напустити тело када се његов лик стави на папир. Међу субјектима су бивши војник, бивши свештеник и сликар.

## Опис
Бурлаци на Волги приказују ред од једанаест мушких бурлака који вуку баржу по реци Волги која се мора повући узводно против струје. Мушкарци су обучени у крпе и везани кожним ременима. Они су представљени као углавном стоички, иако у очигледној физичкој нелагоди, са телима погнутим у муци. Сцена је приказана у белом, сребрнастом светлу које је описано као "скоро венецијанско".
Чини се да су мушкарци без надзора. Они чине фокус композиције слике, док је баржа спуштена на споредну улогу у задњем делу кадра. У даљини слике је приказан сићушни чамац на парни погон, што је можда наговештај да мукотрпан рад тегљача више није неопходан у индустријском добу. Такође вредна пажње је и преокренута руска застава која се вијори са главног јарбола барже, која додаје на осећају непријатељске нелагоде. Рјепин приказује стани-крени ритам рада при приказу валовитој линији радничких глава. У припремним студијама многе фигуре су биле другачије позициониране; на пример, други човек је приказан како носи капу са главом погнутом на груди.
Постоји општи осећај растуће исцрпљености и очаја који је приказан с лева на десно међу групом тегљача; последњи тегљач изгледа несвестан свог окружења и усмерен је више ка посматрачу. Изузетак је дечак светле косе у центру групе. Он стоји усправно; глава му је подигнута гледајући у даљину, док се повлачи за каишеве као да је решен да се ослободи свог задатка.
Иако је приказао једанаест мушкараца, жене су такође обављале овај посао и обично је било много више људи у групи која је вукла баржу; Рјепин је изабрао приказане фигуре као представнике широког слоја радничке класе руског друштва. То што су неки некада били на релативно високим друштвеним позицијама запрепастило је младог уметника, који је у почетку планирао да произведе далеко површнији рад. Рјепин је пронашао посебну емпатију са Канином, свештеником без чина, који је приказан као главни тегљач који гледа напоље према посматрачу.
Рјепин је одрастао у Чугујеву, у Харковској губернији (сада Украјина) и био је свестан сиромаштва и тешкоћа већине руралног живота у то време. Провео је две године путујући и за то време посматрао и даче богаташа и труд обичног сељака. Као таква, слика се може сматрати жанровским делом, али третирана на херојској скали историјског сликарства, као што је често био случај у делима из 19. века, посебно после Сахране у Орнану Гистава Курбеа (1850). Барге Хаулерс је извукао директна поређења од критичара са Мијеовим делима и Курбеовим The Stone Breakers (такође 1850), који су приказивали раднике поред пута.
Према критичару Владимиру Стасову, „они су као група шумских Херкула са својим рашчупаним главама, Сунцем препланулим грудима и непомично обешеним рукама са јаким венама. Какви погледи из неукроћених очију, какве надувене ноздрве, какви гвоздени мишићи!” У опису њихових тешких обрва и набораних чела, Рјепин не занемарује њихове духовне муке; иако се не концентрише превише на личне интимне емоције ниједног човека. Сваки осећај личне невоље је од секундарног значаја за шири приказ труда и људског достојанства на слици.

## Критичко мишљење, пропаганда и наслеђе
Рјепин је сматрао Бурлаке на Волги својом првом професионалном сликом и то је дело које га је дефинисало као мајсторског документариста друштвене неједнакости.
Када је слика први пут изложена, добила је ентузијастичне критике због свог несентименталног приказа радничке класе, који је био у оштрој супротности са романтизованом, класичном или пропагандистичком природом приказа већине савремене руске уметности. Слика је утрла пут Рјепину да се придружи Передвижницима, антиакадемском реалистичком покрету формираном 1870. године. Передвижници су настојали не само да се одвоје од академске школе, већ и да радикално промене начин на који се уметност посматрала. Приказујући призоре из обичног живота и одржавајући изложбе у провинцији, желели су да учине уметност доступнијом масама.
О слици се нашироко расправљало због њеног раскида са традицијом негованим у уметничкој Академији. То је Рјепину донело поштовање Владимира Стасова који је веровао да уметност обликује погледе људи и начин на који они посматрају сопствену политичку ситуацију. Стасов је охрабрио Рјепина да се фокусира на руске теме. Након излагања слике, Стасов је постао близак пријатељ Рјепина и са ентузијазмом је хвалио сваку његову слику након тога. Стасов је писао о слици, „са смелошћу која је међу нама невиђена [Рјепин] је напустио све дотадашње схватање идеала у уметности и заронио је у само срце народног живота, народних интереса и опресивне стварности народа... нико се у Русији никада није усудио да се бави таквом темом.” Заузврат, Рјепин је рекао да је Стасовљев „вапај широм Русије био први и најмоћнији и да су га у Русији чули сви који су способни да чују. Захваљујући њему се моја слава ширила”.
Изложба је изазвала много одговора у штампи у којима се говори о конфронтацији реалистичког и академског сликарства. Публика је била подељена на оне који су више волели ову Рјепинову слику и оне који су више волели „Грешника” Семирадског. Академик Фјодор Бруни, на пример, одбацио је слику као „највећу профанацију уметности”. Рјепиново дело је критиковао и конзервативни публициста Алексеј Суворин. У чланку објављеном у новинама Руски свет, критичар Василиј Авсеенко је написао да „када се окренете, на пример, Рјепиновим тегљачима, познатим по вриштању у новинама, осећате болно осећање”.
Фјодор Достојевски је читао о Рјепиновој слици у новинама и претпоставио је да је у питању још једно руско дело чија је уметност секундарна у односу на његову друштвену поруку. Написао је: „Чак је и сама тема ужасна... Дошао сам очекујући да видим ове шлепере све постројене у униформама са уобичајеним етикетама залепљеним на чела ... На моју радост, испоставило се да су сви моји страхови узалудни ... Ни један од њих са слике не виче гледаоцу: „Види како сам ја несрећник и како си ти дужан народу! ' За Достојевског, Рјепин је избегао уобичајену грешку савремене руске уметности и на тај начин је појачао утицај дела. Закључио је: „[Видео сам] тегљаче, праве тегљаче, и ништа више... не можете а да не мислите да сте дужни, заиста дужни народу.” Такво осећање „неплаћеног дуга” вишег друштва према сељаштву била је уобичајена идеја народњака. Данас се слика сматра кључном у формирању руског реализма.
Слика је критикована и због тога што још има обележја академског цртежа и због тога што има доминантни општи жућкасти тон. Иако је 1872. добио награду у Друштву за унапређење уметности, Рјепин је наставио да прерађује слику све до 1873. када је изложено на Академији уметности у Санкт Петербургу.
Слика је широко пародирана и често се користи као основа за сатиричне политичке карикатуре у Русији и другде. Финска политичка карикатура Карија Суомалајнена изазвала је међународну халабуку 1958. јер је приказала Никиту Хрушчова на баржи коју су вукле земље источног блока како виче „Империјалисти!” ка САД и УК који на обали.
Према уметничком критичару Елију Кабанову, Рјепинова слика је утицала на америчког сликара оријенталних мотива Фредерика Артура Бриџмана да 1875. наслика своју Вучу на Нилу.

### Излагање
Упркос социјалном реализму слике, Бурлаке је купио велики кнез Владимир Александрович, други царев син и окачио је слику у билијар сали Владимирове палате.
. У својим мемоарима, Рјепин је написао: „И морам рећи истину да се великом војводи искрено допала ова слика. Волео је да објашњава појединачне ликове на слици: и  свештеника Канина, и војник Зотоав, и нижегородског борца, и нестрпљивог дечак а– паметнијег од свих својих старијих другова; велики војвода их је све познавао, а ја сам својим ушима слушао са каквим интересовањем је све објашњавао до последњих наговештаја чак и у пејзажу и позадини слике.
Слика је посуђена ради излагање на Међународној изложби у Бечу 1873. године, где је освојио бронзану медаљу. Поново је излагана ван Русије 1878. године, када је још једном наишла на широке похвале критичара због обележавања прекретнице у руској уметности.
После Руске револуције, уметничка збирка великог кнеза је национализована и пренета из Владимирске палате у Руски музеј. Током Великог отаџбинског рата, неке од слика из збирки Државног руског музеја су евакуисане — међу њима су Рјепинове слике „Бурлаци на Волги”, „Одговор запорошких Козака отоманском Султану Мехмеду IV” и „Свечани састанак Државног савета 7. 1901„.  Првог јула 1941. године музејски експонати, припремљени за евакуацију, послати су на Московску железничку станицу, затим на посебном ешалону, у пратњи војне гарде, у Горки (данас Нижњи Новгород), а затим Волгом и Камом до Перма. Слике и други експонати који су тамо стигли смештени су у Молотовљеву регионалну уметничку галерију (данас Пермска државна уметничка галерија), која се налази у згради Преображенског сабора. Године 1944. организована је изложба у згради Молотовљевог регионалног завичајног музеја, посвећена 100. годишњици рођења Иље Репина, на којој су били изложени „Бурлаци на Волги” и друга дела уметника. По завршетку рата експонати су враћени у  музеј.
Године 1968. уметник-рестауратор Ананиј Бриндаров извршио је темељну рестаурацију слике.

## Галерија
- Бурлаки на Неви. Једна од првих скица.
- Бурлак («Војник»)
- — Како за хлеб, тако за псовку.
- Бурлаки на Волги. Једна од скица.
- Бурлаки на Волги.
- Једна од скица